# Elif
Elif es una serie de televisión turca de 2014, producida por Green Yapım y emitida por Kanal 7. La serie fue adaptada en Indonesia por el canal SCTV.

## Trama
Melek era una sirvienta que se enamoró de Kenan, el primogénito de la familia Emiroğlu para la que trabajaba. Kenan también se enamoró de ella, pero la madre de Kenan (Aliye) no aceptó la relación de su hijo y envió lejos a la joven embarazada Melek. La joven sirvienta creyó que Kenan la había abandonado y él nunca supo del embarazo. La hija de ambos, Elif, nace mientras su padre se casa con otra mujer, Arzu.
Melek comienza una relación con Veysel, hombre ruin, un violento apostador que tiene la intención de vender a la pequeña Elif para pagar sus deudas del juego. La joven madre decide salvar a su hija y la entrega al cuidado de Ayşe, una de las sirvientas de la mansión Emiroğlu.
A lo largo de la historia, Melek y Elif pasan por diferentes problemas y alegrías; conociendo tanto a muchos amigos cómo enemigos que buscan arrebatarles su paz y futuro.

### Primera temporada
Elif es una hermosa y gentil niña de 6 años, corre el riesgo por parte de su padrastro, Veysel Simsek, un jugador despiadado quien esta obsesionado en vender a la niña para así solventar sus deudas con la mafía. Su madre enferma, Melek Simsek, deja a Elif en la protección de su amiga, Ayşe Dogan, la ama de llaves en la finca de una familia adinerada. Ayşe intenta obtener el permiso de la familia para criar a Elif en la casa, manteniendo un secreto sobre Kenan Emiroğlu, el hijo mayor de la familia, y es que es el padre biológico de Elif. Kenan tuvo una relación en el pasado con Melek que su familia no aceptó y fue obligado a dejarla. Ahora está casado con Arzu Emiroğlu, con quien tiene una hija, Tuğçe quién sin saberlo, es la hermana caprichosa de Elif. 
Zeynep es la hija de Veysel, hijastra de Melek, con quién es muy cercana. Ella estudia en la universidad junto con Selim Emiroğlu, el hermano menor de Kenan y poco a poco se terminan enamorando. Kenan tiene un amigo muy cercano, Melih Ozer, quien al igual que la familia, es un hombre adinerado, pero lo que no saben es que es hermano de Melek, quien se entera al poco tiempo. Melih quiere vengarse de Aliye Emiroğlu, la madre de Kenan, por haber matado a sus padres y haberlo separado de Melek.
Arzu secuestra y atenta contra la vida de Elif múltiples veces, con la ayuda de aliados cómo Veysel y el hijo de este, Murat. Más adelante, Veysel intenta casar a Zeynep con un estafador llamado Erkut cómo condición para divorciarse de Melek. Sin embargo, Selim logra interrumpir la boda y así tanto Melek cómo Zeynep se liberan del yugo de Veysel. Selim y Zeynep inician una relación y se comprometen en matrimonio, luego Arzu planea un nuevo plan para deshacerse de Melek y ella va hacía a dos hombres de la mafía donde estos van a su casa y le colocan cocaína, para así culparla de tráfico de drogas, tras dicho suceso Melek es sentenciada a prisión, tiempo después Melek queda en libertad gracias a su hermano Melih tras haber probado su inocencia, días después Arzu es secuestrada por dos polícias falsos por plan de Gonca y de Veysel donde la torturan y la lastiman en múltiples ocasiones para que así ella confiese todos los crímenes que ella a cometido, Allí ella misma confiesa que Elif es la hija legítima de Kenan y que ella fue la que arrojó a Elif por el alcantilado y además que ella quiso acabar con Selim. Hasta que un día Melih obtiene el disco donde se puede observar toda la confesión de ella y el mismo se entera de que ella fue quien arrojó a Elif, donde el enloquece de la ira y lleva a Arzu al mismo lugar antes mencionado, consecuencia de aquel acontecimiento y después de haber sido humillada por Melih, ella se desmaya y se golpea en su cabeza perdiendo completamente su memoria, haciendo que ella no pueda reconocer a nadie, Tiempo después Veysel conoce a una Mujer llamada Tulay en donde el se enamora perdidamente de ella y cambiará como persona dejando de lado el dinero y las apuestas, Un día Melek va en busca de respuestas a la finca tras la muerte de los padres de Melih y Melek, hasta que ella finalmente reconoce y se reencuentra con Melih después de muchos años de no haberse visto, Melih, Le regala a Melek un nuevo restaurante donde ella, Zeynep, Selim, Melih se instalan para así abrir sus puertas a todos las personas quien vayan a visitar el lugar. Un día, Erkut en la noche va al restaurante y rompe el vidrio del restaurante haciendo que Elif caiga desmayada y víctima de un nuevo secuestro. Quien es secuestrada por la tia de Erkut, Sukran. Ella se lleva a Elif a su casa, donde ella la reconoce como Leyla debido a que ella sufre el transtorno mental de la  esquizofrenía, A pesar de eso Sukran la tía de Ekut trata amablemente a Elif, Hasta que en un momento ella se la lleva al rio para que rescate a su supuesto hermano llamado Burak, y Melek y Melih la rescatan a tiempo, Después de ese suceso y días después, Todos en la mansión se enteran de que Arzu ha recuperado en la memoria ocasionado que Kenan abandone la mansión.
Selim le pide su mano a Aliye para que el y Zeynep se casen, causando que ella se niege por completo. Hasta que Aliye convoca a dos hombres para que secuestren a Zeynep, Melih se entera de que Zeynep ha sido secuestrada y Aliye ordena a los hombres que la secuestraron que la liberen por órdenes de Melih, Haciendo que la Boda se pueda realizar finalmente, Sin embargo Todos finalmente logran oír la confesión de Arzu tras un forcejeo con Erkut, Zeynep recibe el disparo.

### Segunda temporada
La situación de Zeynep es crítica hasta que por fin se vuelve estable y podrá estar de nuevo en la familia. Todos descubren el lazo afectivo que une a Melek y Zeynep, siendo casi madre e hija a pesar de su poca diferencia de edad. Zeynep tiene un embarazo pero termina perdiéndolo. Kenan desaparece por un tiempo, dándolo por muerto hasta que Melek lo rescata. Por otro lado, Arzu, se encuentra con su padre, Necdet Karapinar quien llegará para arruinar a la familia Emiroğlu. Necdet se casa con Gonka, la empleada de la familia Emiroğlu, que ha sido cómplice de Arzu en todas sus fechorías. Veysel cambia un poco su forma de ser después de su boda con Tulay, una cantante de un bar pero sigue prefiriendo el dinero fácil y sucio aunque ya sin ser un maltratador. Ipek Emiroğlu, la hermana menor de la familia, descubre el origen de Elif pero tras eso y conociendo las verdaderas intenciones de Melih (con quien tenía una relación) se va de Turquía para siempre.
Al mismo tiempo, Arzu se sorprende con la llegada de Serdar, quien esconde un secreto de Kenan sobre su hija, Tuğçe. Desupés de manipulaciones y traiciones, el padre de Arzu muere y Gonka, ahora viuda, se casa con Serdar. Arzu hará cualquier cosa para arruinar a Melek y Elif y así mantener su posición en la familia Emiroğlu. Sin embargo, la verdad sale a la luz en donde ella revela su verdadero rostro delante de todos y Arzu es despreciada por la familia. Kenan se entera del secreto de Melek y ahora Elif enfrentará un trágico problema. Necdet planea un accidente dónde el auto dónde iba Elif, su tío Melih y el sacerdote Efruz caigan al mar. Melih muere y Elif se pierde y es explotada laboralmente vendiendo pañuelos en la calle. Luego, es recogida por diferentes familias hasta que un día conoce a Inci, una pequeña niña que se convertirá en una figura de hermana para la niña. Melek pierde su estabilidad mental y Veysel aprovecha para robar la herencia que Melih había dejado para ella.
Meses después Melek, Elif y Kenan se reúnen y procuran no separarse de nuevo. Elif finalmente reconoce a Kenan cómo su padre y todos buscan ser una familia junto a Tuğce e Inci. Pero la felicidad se volvería tragedia cuando Arzu arruina la boda de Melek y Kenan con un grave incendio, dónde este y Tuğce son víctimas de aquel suceso trágico.

### Tercera temporada
Después de seis meses, La familia Emiroğlu enfrenta dificultades financieras y al mismo tiempo sufren por la pérdida de Kenan y Tuğçe en el incendio. Selim ahora se hace cargo de la empresa familiar y trata de cuidar el legado de su hermano fallecido. Melek ahora trabaja en una sastrería para ayudar a la familia, dónde se encuentra con Yusuf Ustün, dueño de una librería. Yusuf termina siendo un hombre noble y valiente y se vuelve en un gran amigo de la familia Emiroğlu. El comparte su historia con Melek, habiendo sufrido la pérdida de su esposa e hija por culpa de su trabajo cómo abogado. Arzu, quién está internada en un psiquiátrico,  buscará venganza contra la familia Emiroğlu por la muerte de su hija, con la ayuda de Erkut. Al mismo tiempo se topa con Umit Köroğlu, el abogado de los Emiroğlu y ambos inician una relación y se encargan de apropiarse del patrimonio de la familia. Después, la finca es comprada por Arzu y Umit, por lo que los Emiroğlu abandonan la finca, pero Yusuf les ofrece la casa de sus padres para quedarse.
Umit entra en depresión. Tiempo después, los planes de Arzu fracasan cuando tiene un trágico accidente. Más adelante reaparece, demostrando que la que murió en el accidente fue Gonka y no ella. Asesina accidentalmente a Umit pero ya ninguno de sus planes tiene éxito y esta al estar sola abandona para siempre Turquía. Yusuf se hace muy cercano a Melek mientras que Elif e İnci son felices viviendo cómo hermanas. Yusuf se convierte en parte de la familia e inicia una relación con Melek, adoptando a Elif cómo una hija. Luego Selim tiene un tumor y Zeynep está embarazada de nuevo. La familia lo ayuda a curarse pero después de que su caso sea demasiado grave, es ayudado por un empresario para recibir un tratamiento en Estados Unidos. Selim, Zeynep y Aliye viajan a América para el tratamiento, que durará años. Por otra parte, Yusuf recibe noticias de su tía Macide Haktanir, que quiere dejarle una herencia que le correspondía tras haber sido arrebatada por ella y su esposo Sevki, al padre de Yusuf. Sin embargo, el yerno de su tía (Tarik) quiere deshacerse de él para que no la reciba. 
Yusuf decide callar y no decirle la verdad a su prometida sin embargo, nombra a Elif cómo la heredera de todos sus bienes en caso de que el fallezca. Después de eso, Melek y Yusuf se casan y junto con Elif e İnci se mudan a Bursa para alejarse del peligro sin saber que un trágico accidente les esperaba.

### Cuarta temporada
Pasados 6 meses, Elif se encuentra en la casa de Macide Haktannır (tía de Yusuf) pero es escondida por Tarik Karakas (yerno de Macide), ya que tras la muerte de Yusuf, ella recibiría la herencia que el esposo de Macide le robó a su familia. Macide tiene dos hijos, Kerem y Humeyra Haktanir. Humyera es maltratada por Tarik mientras que este último dirige una empresa de moda con Kerem. Por otro lado, Veysel (ahora totalmente reformado y amoroso) y Tulay quedan al cuidado de Inci e inauguran un negocio de estambres donde se encuentran con Leman Yıldırım y su hijo, el profesor Safak, dueños del local. Julide es una joven madre soltera quién se muda al vecindario con su hijo Emirhan, ambos entablan una gran amistad con Tulay y Veysel. Safak se termina enamorando de Julide, a pesar del desagrado de su madre. Macide confía en su abogado Mustafa para encontrar a Elif.
Melek resulta estar viva en una casa abandonada, pero es encontrada por Julide y con ayuda de Veysel, İnci y Tulay hacen que Melek mejore su memoria y estado emocional. Mientras tanto, Elif es feliz a lado de los Haktannır pero al mismo tiempo, sufre a lado de Vildan, sirvienta de la mansión y hermana de Julide. Kerem, recibe la visita de Süreyya, una amiga de su infancia con quien inicia una relación, pero cuando Parla, su amiga cercana queda discapacitada, decide proponerle matrimonio a ella. Melek mejora su estado y consigue trabajo en la mansión Haktannır donde ocurre un feliz reencuentro. Tarik engaña a su esposa Humeyra con Rana Kaya sin saber que ella le traicionaría por la espalda y se quedaría con las acciones y dinero de Humeyra. Tulay no soporta la pérdida de Veysel tras su asesinato por parte de Tarik y decide mudarse con İnci a su pueblo. 
Süreyya se va a Londres. Kerem y Parla organizan su boda sin saber que le espera una gran sorpresa a Kerem gracias a los engaños de Parla. Al mismo tiempo, Melek y Elif deciden iniciar una nueva vida juntas y separadas de Tarik y sus maleantes, pero en su camino les ocurre un nuevo accidente; cómo una acción desesperada de Tarik después de ser arrestado.

### Quinta Temporada
3 meses después, Melek y Elif viven muy felices en su nueva casa, donde conocen a Asli, su nueva amiga y maestra de Elif. Por otro lado, Macide recibe una visita inesperada de su hermana Kiymet Keskin, que llega para vengarse de la familia Haktannır porque en el pasado, Sevki Haktannır la abandonó estando ella embarazada y se casó con Macide. Humeyra cambia positivamente su personalidad tras la traición de Tarik. Mientras tanto, Kerem contrata un guardaespaldas (Levent) para su hermana. Más tarde, Humeyra y Levent inician una relación y se comprometen. Por otro lado, Julide se casa con Safak y viven felices con su hijo Emirhan y la sra Leman, pero recibe la visita de Tufan, su exesposo que llega para arruinar a Julide y su familia. Leman parece aceptar a Julide pero en realidad juega artimañas en su contra y manipula a Safak. Asli termina trabajando en la empresa Haktanir, cómo asistente de Kerem. Ahí se hace amiga de Birce Demiray, una alegre diseñadora de la compañía. Mientras tanto, Melek y Elif regresan a la mansión donde descubren la verdadera cara de Kiymet.
Mahir, hijo de Kiymet, llega a la compañía Haktannır para vigilar a la familia y tramar su venganza, pero conoce a Melek por casualidad. Se enamora de ella y comienza a abandonar los objetivos de su madre. Kiymet pone a Melek en prisión luego de que la familia creyera que trato de dañar a Macide. En prisión, Melek logra influir positivamente en sus compañeras y se hace amiga de Garish, una prisionera que le ayuda para armarse de un valor y carácter que nunca antes había tenido. Mahir logra sacarla con ayuda de Fikret (una abogada muy famosa que se interesa por el caso) y logra volver a la mansión con Elif.  Los oscuros secretos de Kiymet son revelados a Humeyra y junto a Levent comienzan a investigar más a fondo. La pareja descubre que el medio hermano de los Haktanir sigue vivo, por lo que Kiymet inicia un plan fallido para engañarlos. Macide se entera de que Melek es la esposa de Yusuf y ahora recibirán la herencia pero una estafa liderada por Rana podría causar el fin de la fortuna Haktannır. Asli y Kerem inician una relación, después de diversos mal entendidos entre ambos.
Al final de todo, Mahir le revela la verdad a Kerem y decide enfrentar a Kiymet pero ella termina acabando con la vida de Macide, desperada por sus derrotas. Kiymet revela que solo estuvo manipulando a su hijo pues todo era una mentira. Kerem también es atacado, pero sobrevive y es acompañado por su novia. Kymet es arrestada finalmente. Mahir, Melek y Elif están juntos cómo una familia y son felices después de todo. 
Años después, Humeyra comienza a trabajar en la empresa porque Kerem debe recuperarse de su lesión causada por Kiymet, que acabó con la vida de Macide. Humeyra recibe una carta de Tarik porque después de su muerte recibiría esta carta donde está escrito que durante su vida mató a muchas personas, y que tenía muchos motivos ocultos, y que tenía muchos arrepentimientos y que quería disculparse, y que había recibido un contacto de una persona llamada Arzu Karapinar, como si quisiera encontrar a Elif.

## Elenco
- Isabella Damla Güvenilir como Elif Simsek / Emiroğlu (1-940)
- Selin Sezgin como Melek Ozer/Üstün (1-560)/(626-940)
- Altuğ Seçkiner como Kenan Emiroğlu (1-172)
- Volkan Çolpan como Kenan Emiroğlu (186-361)
- Cemre Melis Cinar como Arzu Karapinar (1-528)/(555-560)
- Emre Kivilcim como Selim Emiroglu (1-557)
- Zeynep Ogren como Tuğce Emiroglu (1-361)
- Aysun Güven como Aliye Emiroğlu (1-557)
- Hasan Ballıktaş como Veysel Şimşek (1-741)
- Tevfik Yapıcı como Husnu Cakir (1-45)
- Taliha Sonağ como Serife Ercan (1-45)
- Derya Sen como Tulay Şimşek "Manoyla" (144-753)
- Batuhan Soncul como Murat Şimşek (1-560)
- Ozanay Alpkan como Ayşe Doğan (1-85)
- Dilara Yucer como Gonca Tunc (1-528)
- Çağla Şimşek como Reyhan Goksu (561-624)
- Fulya Ozcan como Sukran (152-169)
- Hakan Bozyiğit como Serdar Acar (182-403)
- Benan Yuce como Nurten Kose (250-298)
- Ali Teoman Akyüz como Mushin Kose (250-298)
- Tuğba Duygu Erman como Asuman Yilmaz (301-503)
- Abdullah Şekeroğlu como Cemal Yilmaz (300-341)
- Deniz İrem Morkoç como Inci Yilmaz (301-753)
- Gural Kizgir como Sedat (303-316)
- Ece Balic como Asli Turkoglu (758-940)
- Burcu Karakaya como Birse Demiray (570-940)
- Yildiz Gülşen como Sra. Üstün (493)
- Dilay Şenol como Sra. Üstün (Joven) (557)
- Erdoğan Tutkun como Nassan Turgut Üstün (494)
- Ali Atakan Şimşek como Nassan Turgut Üstün (Joven) (557)
- Nur Gurkan como Macide Üstün de Haktanir (561-940)
- Asuman Kostak como Señora Rabia (312-430)
- Burak Kaya como Koray Gulcer (321-360)
- Özge Yıldırım como Vildan Çelik (561-609) / (621-755)
- Ayhan Karaca como Sevki Haktanir (joven) (557)
- Ozlem Savas como Kiymet Üstün de Keskin (759-940)
- Nevzat Can como Kerem Haktanir (561-940)
- Berna Keskin como Humeyra Haktanir (561-940)
- Kivilcim Kaya como Efruz Seçkiner (58-247)
- Cem Kilic como Levent Bakir (758-940)
- Umut Özkan como Yusuf Ustun (362-560)
- Seyda Bayram como Parla Somer (563-843)
- Fatih Ayhan como Mahir Keskin (757-940)
- Yildiz Asyali como Rana Kaya (575-940)
- Murat Prosciler como Tarik Karakas (561-755)
- Mediha Aydın como Yıldız (561-675)
- Parla Senol como Leman Yildirim (563-940)
- Yargi Ferzan como Alev (693-855)
- Ugur Ozbagi como Safak Yildirim (568-940)
- Caner Solmaz como Hamit (249-351)
- Nigar Şen como Leyla (477-560)
- Melis koc como Julide Celik (568-940)
- Omer Faruk como Emirhan Çolak (568-940)
- Melisa Döngel como Süreyya (640-755)
- Hasan Denizyara como Akin Yuksel (765-940)
- Selim Aygün como Tufan Colak (765-940)
- Gülçin Tunçok como Zeynep Şimşek/Emiroğlu (1-557)
- Ilker Gursoy como Melih Ozer (18-247)
- Zeynep Buse Kale como Seyda Coskun (8-176)/Sinem (124-176)
- Gülfer Sarıgül como Ipek Emiroglu #1 (1-30)
- Sinem Karanfil como Ipek Emiroglu #2 (31-56)
- Esin Benim  como Ipek Emiroglu #3 (58-230)
- Gurhan Gülbahar como Necdet Karapinar (186-353)
- Ayşegül Yalçiner como Kiraz (48-259)
- Kerem Akdeniz como Sadik (48-259)
- Beril Eda Yeşil como Feride Çetin (189-440)
- Umut Ölçer como Erkut Şahin (18-513)

## Temporadas
| Temporada | Temporada | Episodios | Rango de episodios | Emisión original         | Emisión original    |
| Temporada | Temporada | Episodios | Rango de episodios | Inicio                   | Final               |
| --------- | --------- | --------- | ------------------ | ------------------------ | ------------------- |
|           | 1         | 183       | 1 - 183            | 15 de septiembre de 2014 | 29 de mayo de 2015  |
|           | 2         | 178       | 184 - 361          | 28 de septiembre de 2015 | 3 de junio de 2016  |
|           | 3         | 199       | 362 - 560          | 20 de septiembre de 2016 | 23 de junio de 2017 |
|           | 4         | 195       | 561 - 755          | 22 de septiembre de 2017 | 15 de junio de 2018 |
|           | 5         | 185       | 756 - 940          | 17 de septiembre de 2018 | 7 de junio de 2019  |

## Impacto
En Colombia, Elif se convirtió en la producción extranjera con más tiempo al aire. Se emitió en Caracol TV en el horario de la tarde, de manera ininterrumpida, desde el lunes 25 de julio de 2016 hasta el viernes 6 de marzo de 2020.  De acuerdo con la Registraduría Nacional del Estado Civil, desde 2016 más de mil niñas en Colombia han sido registradas con el nombre "Elif". En el día donde se estrenó el capítulo final en el país, Elif se volvió tendencia en Twitter con muchas personas despidiéndose de la serie, aunque otras personas también satirizaron la novela debido a su enorme duración.
En el resto de Latinoamérica, la serie se convirtió en un éxito rotundo, siendo transmitida en la mayoría de los países aún en 2024. Los capítulos de la producción en español latino, aprecian cientos de miles de visitas en YouTube, o millones en los capítulos más importantes cómo los finales o comienzos de cada temporada. También lanzo a la fama internacional a sus dos actrices protagonistas, Isabella Damla Güvenilir (Elif) y Selin Sezgin (Melek).
Una de sus emisiones más tardías, fue en Guatemala (Albavisión) dónde finalizó su transmisión el 13 de diciembre de 2024 después de estar en emisión desde el 2020.